# Torre Blanca (Fuengirola)
La Torre Blanca, también llamada Torre reducto de Vela Blanca, era una torre almenara situada en el litoral del municipio de Fuengirola, en la provincia de Málaga, Andalucía, España. Fue destruida en los años 1960 para ensanchar la carretera N-340. Posteriormente se edificó una torre de planta circular en un emplazamiento cercano a la cual se denomina torre Blanca. 
Tenía planta de pezuña, similar a la de las torres Lance de las Cañas y La Cala del Moral y tenía dimensiones y una estructura parecidas a estas, de las que se distinguía por el empleo de piedra labrada en los esquinales, las bóvedas y la gola de coronación. 
Al igual que otras torres almenaras del litoral mediterráneo andaluz, la torre formaba parte de un sistema de vigilancia de la costa empleado por árabes y cristianos. La Torre Blanca ya aparece en las Ordenanzas de 1497, por lo que seguramente su emplazamiento ya había sido utilizado por los musulmanes.